# Jedousov
Jedousov är en ort i Tjeckien.   Den ligger i regionen Pardubice, i den centrala delen av landet, 90 km öster om huvudstaden Prag. Jedousov ligger 252 meter över havet och antalet invånare är 145.
Terrängen runt Jedousov är huvudsakligen platt, men söderut är den kuperad. Terrängen runt Jedousov sluttar norrut.Runt Jedousov är det ganska tätbefolkat, med 155 invånare per kvadratkilometer. Närmaste större samhälle är Pardubice, 12,9 km öster om Jedousov. Omgivningarna runt Jedousov är en mosaik av jordbruksmark och naturlig växtlighet.